# Драгович, Дорис
Дорис Драгович (хорв. Doris Dragović; 16 апреля 1961) — хорватская эстрадная певица родом из города Сплит.
Дважды выступала на конкурсе Евровидение:
- В 1986 году представляла Югославию на конкурсе Евровидение с песней «Željo moja», заняв 11-е место.
- В 1999 году представляла Хорватию с песней «Marija Magdalena» и заняла 4-е место.

## Дискография
- 1983 — Hajde da se mazimo (kao pjevačica grupe More)
- 1985 — Tigrica (Doris i grupa More) — zlatni album
- 1986 — Željo moja — platinasti album
- 1987 — Tužna je noć — platinasti album
- 1987 — Tvoja u duši — dijamantni album
- 1988 — Pjevaj srce moje — platinasti album
- 1989 — Budi se dan — platinasti album
- 1990 — Najveći hitovi (1986—1990)
- 1992 — Dajem ti srce
- 1993 — Ispuni mi zadnju želju
- 1995 — Baklje Ivanjske
- 1996 — Rođendan u Zagrebu (live)
- 1997 — Živim po svom
- 1999 — Krajem vijeka
- 2000 — Lice
- 2001 — 20 godina s ljubavlju (najbolje balade)
- 2002 — Malo mi za sriću triba
- 2007 — The Platinum Collection
- 2009 — Ja vjerujem
- 2010 — Love collection (najbolje ljubavne pjesme)

## Личная жизнь
Замужем за ватерполистом Марио Будимиром, есть сын Борна (род. 1990). Верующая католичка.